# Isabella Blow
Isabella Blow   (The London Clinic, 19 de novembre de 1958 - Gloucestershire Royal Hospital, 7 de maig de 2007) va ser una dissenyadora i editora anglesa.
El 1980 s'instal·là a Nova York, on va començar a treballar amb el modista Guy Laroche. El 1983 inicià la seva carrera com a redactora de la revista Vogue i es relacionà amb Andy Warhol i Jean-Michel Basquiat, entre d'altres. El 1986 tornà a Londres per treballar amb Michael Roberts, director de la revista Tatler, on va ser responsable de la secció de moda, i Sunday Times Style. Va treballar com a assessora de les marques DuPont, Lycra, Lacoste i Swarovski.
També va treballar amb l'estilista Philip Treacy i va descobrir models com Stella Tennant o Sophie Dahl. Va tenir així mateix un paper destacat en la carrera d'Alexander McQueen.
Va suïcidar-se el 2007 ingerint un herbicida, a l'edat de 48 anys.